# Feldhaus (Odenthal)
Feldhaus ist ein Wohnplatz in Oberodenthal in der Gemeinde Odenthal  im Rheinisch-Bergischen Kreis.

## Lage und Beschreibung
Die Straße Zum Feldhaus als Stichstraße von der Straße Zur Alten Linde in Eikamp abgehend bildet den Wohnplatz. Er bildet mittlerweile mit Eikamp einen geschlossenen Siedlungsbereich, so dass er nicht mehr eigenständig wahrgenommen wird.

## Geschichte
Der Ort ist auf der Topographischen Aufnahme der Rheinlande von 1824 als Feldhäuschen  und auf der Preußischen Uraufnahme von 1840 als Feldhaus verzeichnet. Ab  der Preußischen Neuaufnahme von 1892 ist er auf Messtischblättern regelmäßig ohne Namen bzw. 1989 mit Namen verzeichnet. Er war im 19. Jahrhundert Teil der Gemeinde Bechen in der Bürgermeisterei Kürten.
1975 kam die Ortschaft aufgrund des Köln-Gesetzes zur Gemeinde Odenthal.